# ジャック・パーソンズ
ジャック・W・パーソンズ（John Whiteside Parsons）は、アメリカのロケット工学者である。1952年に死亡した。
ロケットが空想小説の産物でしかないとみなされていた時代に、大学でロケットを飛ばしていたが失敗ばかりであった。だがやがて米軍の援助を受けて開発を行うようになる。戦時中はドイツのロケットを研究して、アメリカの兵器開発をリードした。
1940年ごろからオカルトにはまる。ロケット組織からは追い出され、学会からも排除される。37歳で死亡。